# Euphranta corticicola
Euphranta corticicola är en tvåvingeart som först beskrevs av Erich Martin Hering 1952.  Euphranta corticicola ingår i släktet Euphranta och familjen borrflugor. Inga underarter finns listade i Catalogue of Life.